# ソクラテスの死
『ソクラテスの死』 （ソクラテスのし、仏: La Mort de Socrate, 英: The Death of Socrates）は、1787年にフランス、新古典主義の画家ジャック＝ルイ・ダヴィッドがキャンヴァスに描いた油彩画である。当時ダヴィッドは古典を主題にした作品を多く生み出しており、『ソクラテスの死』もまた、プラトン著『パイドン』の、ソクラテスの処刑の物語に基づいている。
この物語でソクラテスは、アテネの若者を堕落させ異教の神への信仰を説いた罪で有罪判決を受け、ヘムロック服用による死刑を宣告されている。ソクラテスは、機会があっても敢えて逃亡せず、自分の死を弟子に対する最後の教授として、穏やかに死に向かう。ソクラテスの死を描写した『パイドン』はまた、ソクラテスの4回目にして最後の問答で、哲学者の最期の日について詳述している。このテーマについては、『エウテュプロン』『ソクラテスの弁明』『クリトン』でも語られている。
作品中、白いローブを着た老人がベッドの上にまっすぐに座っている。その右手をカップに伸ばし、左手は身振りを示している。彼はさまざまな年齢層の男性に取り囲まれているが、そのほとんどは苦悩の表情を浮かべており、冷静な老人とは対照的である。カップを手渡す若い男性は目を背けており、片方の手で顔を覆っている。別の若い男性は、老人の腿を握りしめている。初老の男性は、ベッド際にぐったりと座りこみ、自分のひざを覗き込んでいる。作品の左側の壁はアーチになっており、そこにも男性の姿が見える。

## 描写

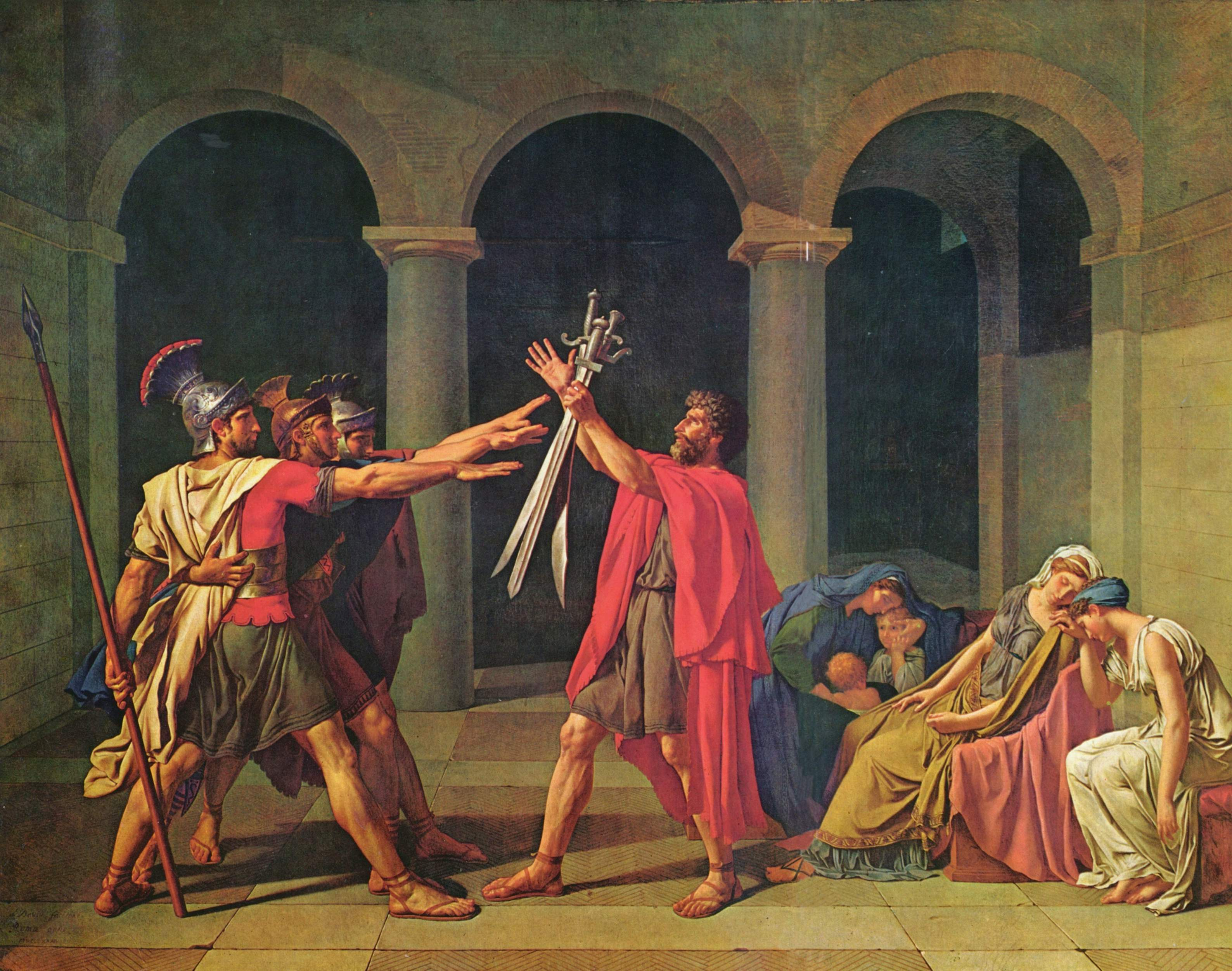
『ホラティウス兄弟の誓い』

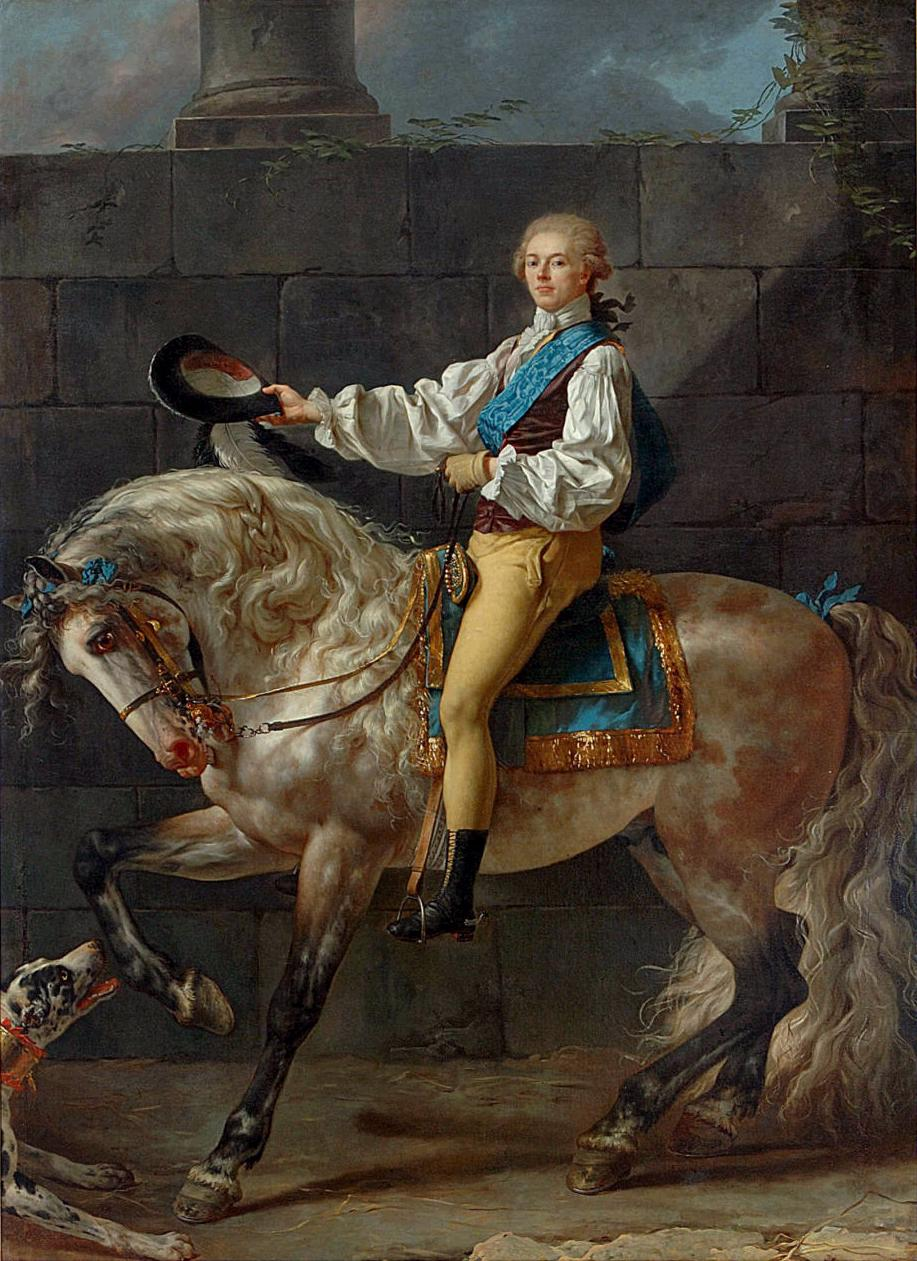
『スタニスワフ・ポトツキ伯爵の肖像』

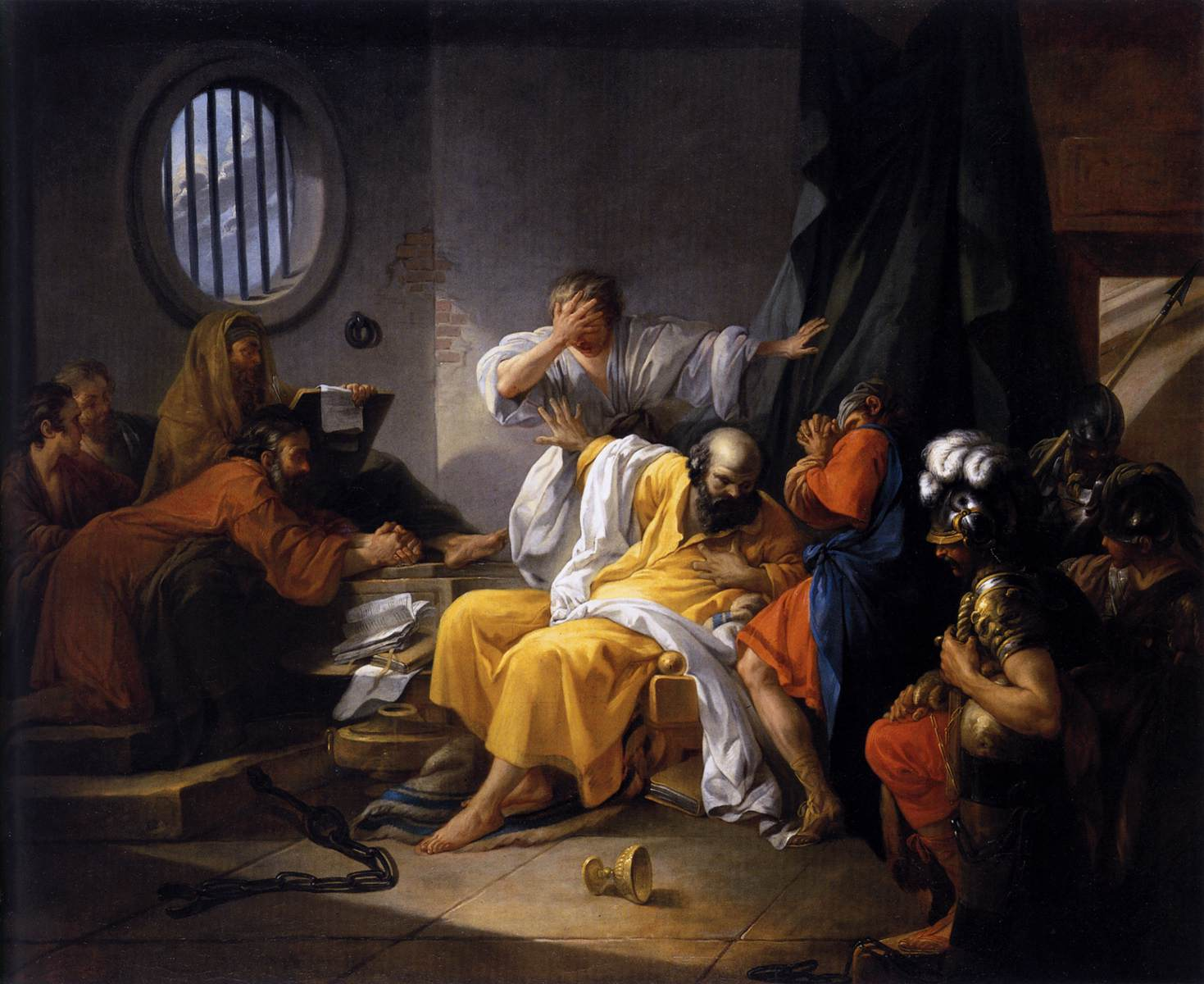
ジャック＝フィリップ＝ジョセフ・ド・サン＝カンタンによる『ソクラテスの死』

この主題の研究者アドリイ神父の助言を得ていたものの、哲学者の死についてのダヴィッドの表現には、歴史的に不正確な点が多く見られる。画面が煩雑になるのを避け、本来プラトンの問答に登場する多くの人物を省略している。一方で、アーチの下で壁に寄りかかっているアポロドロスを描いているが、彼は激情家で悲しみを露わにしすぎてソクラテスに追いやられたと言われている。
ダヴィッドはまた、プラトンを始めとしたソクラテスの弟子の多くの年齢を、史実に沿わない形で表現している。プラトンはソクラテスの死の当時は青年であったが、『ソクラテスの死』ではベッドの足元に座る老人として表現されている。ソクラテスの顔も、彼の肖像としてよく使用される古典的胸像よりも、非常に理想化されて描かれている。
ダヴィッドは『ソクラテスの死』で、色を利用して感情を強調した。赤い色合いは端では押さえられ、中央に行くほど鮮やかになり、毒のカップを持つ男のローブは最も鮮明な真紅で表現されている。この場面は通常、ソクラテスが中身を飲み干したカップを受け取るのではなく、これから毒のカップを手渡す瞬間だと受け取られている。ただ2人穏やかなソクラテスとプラトンは、青灰色がかった白の衣服をまとって対比されている。
この絵の落ち着いた色彩設定は、『ホラティウス兄弟の誓い』で「色合いが派手だ」と批判されたことにダヴィッドが返答したものだという可能性がある。
ダヴィッドは、この絵の2ヵ所に署名を残している。ソクラテスの腿をつかんでいる青年クリトンの下にはフルネームを、プラトンの下にはイニシャルを署名した。ダヴィッドは、署名の位置にしばしば象徴的な意味を持たせている。たとえば、『スタニスワフ・ポトツキ伯爵の肖像』でダヴィッドは、モデルに向かって吠えている犬の首輪に署名した。『ソクラテスの死』でも、署名には意味がある。プラトンの下のイニシャルは、物語が彼から来ている事実を示し、着想への感謝を表している。クリトンの下のフルネームの署名は、画家が彼に最も共鳴していることを意味する。これは、ソクラテスの腿をつかむというクリトンの配置構図に関係があると思われる。これによりダヴィッドは、ソクラテスに代表されるモラルと価値をつかむ人間であるという意味になる。
『ソクラテスの死』の発端には諸説がある。「聖フィリベールの２人の息子のうち、年若い方が1786年ダヴィッドに『ソクラテスの死』を依頼した」とヴィダルは述べている。しかしボルドは「ソクラテスを描いたデッサンには・・・予想外にも、1782年と記載がある」という。もっとも、1786年の注文が、ダヴィッドがすでに1782年に構想を練っていたものを受けて出された可能性もある。またボルドは、日付がデッサンに書き足されたものであることも認めている。着想がいつだったかはともかく、絵が完成したのは1787年のパリであった。
ダヴィッドは初めてローマに旅行した際、葬式の場面の描写を学び始め、多くのデッサンを描いている。ダヴィッドの主要な作品の多くが、この葬式のデッサンに基づいている。この作品でダヴィッドは、哲学者が死とどのように向き合うのか考察している。ソクラテスが冷静で穏やかなのは、死とは、存在が別の領域、これまでとは異なった状態に置かれることであって、存在が終わるわけではないと考えているためである。実際『パイドン』では、ソクラテスは自身の存在価値よりも、クリトンが彼の死をどう受け止めるかに心を砕いているように思われる。
作品中でソクラテスの身ぶりは、彼が死の直前でさえ弟子を導いていることを我々に示している。この仕草は、詩人アンドレ・シェニエの影響を受けたものだと言われている。
同じ場面を描いた絵には、イタリアの画家ジャンベッティーノ・チニャローニの作品がある。この絵の場合、ソクラテスはすでに死んで、彼を囲んだ支持者らが嘆き悲しむ様子を描いている。
フランスの画家ジャック＝フィリップ＝ジョセフ・ド・サン＝カンタンも同様の主題で作品を描いている。この作品は1738年の作で、現在パリ国立高等美術学校に所蔵されている。